# Шаранчинське сільське поселення
Шара́нчинське сільське поселення (рос. Шаранчинское сельское поселение) — сільське поселення у складі Александрово-Заводського району Забайкальського краю Росії.
Адміністративний центр — село Шаранча.

## Історія
2011 року було ліквідоване Кутугайське сільське поселення (село Кутугай), територія увійшла до складу Шаранчинського сільського поселення.

## Населення
Населення сільського поселення становить 618 осіб (2019; 726 у 2010, 976 у 2002).

## Склад
До складу сільського поселення входять:
| Населений пункт | Населення, осіб (2002) | Населення, осіб (2010) |
| --------------- | ---------------------- | ---------------------- |
| Кирилліха, село | 211                    | 167                    |
| Кутугай, село   | 266                    | 220                    |
| Шаранча, село   | 499                    | 339                    |